# Adorazione del Bambino tra santi
L'Adorazione del Bambino tra santi è un dipinto a olio su tela (160x350 cm) di Tiziano, databile al 1519 circa e conservato nelle Bayerische Staatsgemäldesammlungen.

## Storia e descrizione
L'opera venne lodata dal Ridolfi, che la vide tra i dipinti che Jacopo Casciopino portò ad Anversa nel XVII secolo.
Già attribuita a Francesco Vecellio o comunque alla bottega di Tiziano, fu riassegnata al maestro dal Bologna in poi (1951). La datazione si basa su elementi stilistici, assimilabili a quelli della Pala Gozzi. Al museo si mantiene l'attribuzione tradizionale.
In un paesaggio agreste e con uno sviluppo prevalentemente orizzontale, è inscenata l'adorazione del Bambino, con al centro Maria che prega rivolta al figlio sulle sue ginocchia, tra un gruppo di santi variamente atteggiati: da sinistra Francesco d'Assisi, Girolamo e Antonio Abate.